# Famille de Bourcier
Pour les articles homonymes, voir Bourcier.
 (avril 2019).
Si vous disposez d'ouvrages ou d'articles de référence ou si vous connaissez des sites web de qualité traitant du thème abordé ici, merci de compléter l'article en donnant les références utiles à sa vérifiabilité et en les liant à la section « Notes et références ».
La famille de Bourcier est une famille lorraine, anoblie au XVIe siècle.

## Histoire
La famille de Bourcier appartient à la noblesse de Lorraine. Gustave Chaix d'Est-Ange indique qu'il ne faut pas confondre cette famille avec une autre du même nom mais dont la noblesse était plus ancienne. Il ajoute que la famille de Bourcier à laquelle il a consacré une notice dans son ouvrage intitulé Dictionnaire des familles anciennes ou notables à la fin du XIXe siècle a été anoblie en 1572.

## Personnalités
- Charles-Jean-Baptiste de Bourcier de Villers (1798-1874), député des Vosges en 1852 et 1857.

## Armes

Blason de la Famille de Bourcier de Villers : d'or à un lion de sable tenant entre ses pattes une épée haute, la croix tréflée du même.